# Rio do Sono (vattendrag i Brasilien, Tocantins)
Rio do Sono är ett vattendrag i Brasilien.   Det ligger i delstaten Tocantins, i den centrala delen av landet, 800 km norr om huvudstaden Brasília.
Omgivningarna runt Rio do Sono är huvudsakligen savann. Runt Rio do Sono är det mycket glesbefolkat, med 5 invånare per kvadratkilometer.